# Patriotisk Alliance For Forandring
Patriotisk Alliance For Forandring er et socialistisk politisk parti i Paraguay. Det har nedbrudt det tidligere konservative diktatur, og skabt et mere demokratisk Paraguay. Partiet ledes af Paraguays præsident Fernando Lugo.
Partiet er en alliance af kommunistiske og socialistiske partier, men har også kristendemokratiske, socialdemokratiske og socialliberale partier i sig.
Partierne i alliancen:
- Det Ægte radikal-liberale Parti
- Febrerista Revolutionære Parti
- National Encounter parti
- Parti for et land af Solidaritet
- Kristendemokratiske Parti
- Bevægelsen For Socialisme
- Bred Front
- Progressivt Demokratisk Parti

## Internationalt
Partiet samarbejder meget med Venezuelas socialistiske præsident Hugo Chavez.  De arbejder generelt meget sammen med Latinamerikas kommunistiske, socialistiske og socialdemokratiske lande.
Partiet støtter Hugo Chavez' "bolivarianske revolution".